# Jawad Milani
Pour les articles homonymes, voir Milani.
Jawad Milani, né le 17 juillet 1950 à Casablanca (Maroc), est un entraîneur marocain de football. Il entraîne actuellement l’équipe de l'Ittihad Khémisset.

## Biographie
Il atteint les huitièmes de finale de la Coupe de la confédération en 2011 avec le Difaâ d'El Jadida. Il est par ailleurs demi-finaliste de la Coupe du Trône lors de cette même année.